# Léonce de Tripoli
Pour les articles homonymes, voir Saint Léonce et Léonce.
Léonce de Tripoli († vers 73 ou au Ier siècle), l'un des saint Léonce, saint chrétien, martyr (sous Vespasien), fêté le 18 juin.

## Histoire et tradition
Né à Tripoli (Liban), Léonce devient chrétien au premier siècle, probablement à Rome lors de la prédication de saint Pierre et de saint Paul en Italie, ou alors qu'il était au Proche-Orient, où il était en poste en tant soldat phénicien engagé dans l'armée romaine. Il lit assidûment les écritures et évangélise ses camarades. Il est arrêté, à cause de sa foi, par l'un de ses supérieurs. Léontius est ainsi fait prisonnier à Tripoli, dans la région de Phénicie, appartenant à l'Empire romain, lors d'une des premières persécutions contre les chrétiens, lorsque son statut de chrétien est découvert. Il se déclare en tant que tel, est mis en prison, torturé et meurt en martyr.

## Hagiographie
Les saints martyrs Léontius, Hypatios et Théodule étaient des soldats romains. Sous le règne de Vespasien (70-79), le martyr grec Léontius commandait les forces impériales dans la ville phénicienne de Tripoli.
Chrétien, Léontius se distinguait par son courage et sa prudence et était tenu en haute estime par les soldats et les citoyens de Tripoli pour ses vertus. L'empereur nomma le sénateur romain Hadrien gouverneur de Phénicie avec l'autorité de persécuter les chrétiens et, s'ils refusaient de sacrifier aux dieux romains, de les torturer et de les tuer. Sur le chemin de la Phénicie, on rapporta à Hadrien que saint Léontius avait empêché de nombreuses personnes d'adorer les dieux païens. Le souverain envoya le tribun Hypatios avec un détachement de soldats à Tripoli pour trouver et arrêter le chrétien saint Léontius.

En chemin, le tribun Hypatios tomba gravement malade et, alors qu'il était en train de mourir, il vit en rêve un ange qui lui dit : 
"Si tu veux guérir, tu n'as qu'à t'en aller. Si tu veux guérir, crie trois fois avec tes soldats : 'Dieu de Léontius, aide-moi'. 
Ouvrant les yeux, Hypatios vit l'ange et lui dit :
"Je suis envoyé pour appréhender Léontius, comment pourrais-je invoquer son Dieu ?"
À ce moment-là, l'ange devint invisible. Hypatios raconta son rêve aux soldats, parmi lesquels se trouvait son ami Théodule, et ensemble ils invoquèrent trois fois le secours de Dieu, dont saint Léontius avait confessé le nom. Hypatios fut immédiatement guéri, à la grande joie de tous les soldats, et seul Théodule resta à l'écart, contemplant le miracle. Son âme était imprégnée d'amour pour Dieu et il persuada Hypatios de partir immédiatement ensemble dans la ville à la recherche de saint Léontius.
En entrant dans la ville, ils furent accueillis par un inconnu qui les invita dans sa maison, où il leur offrit un généreux repas. Lorsqu'ils découvrirent que l'hôte hospitalier était saint Léontius, ils tombèrent à genoux et lui demandèrent de les éclairer dans leur foi au vrai Dieu. C'est là qu'eut lieu le baptême et lorsque saint Léontius prononça une prière d'invocation au nom de la Très Sainte Trinité, un nuage de lumière tomba sur les nouveaux baptisés et une pluie de grâces tomba sur eux. Le reste des soldats se rendit à Tripoli à la recherche de leur chef, où arriva également le gouverneur Hadrien.
Lorsqu'il apprit ce qui s'était passé, il ordonna qu'on lui amène saint Léontius, le tribun Hypatios et Théodule et, les menaçant de supplice et de mort, il exigea qu'ils renoncent au Christ et qu'ils offrent des sacrifices aux dieux romains. Tous les martyrs confessèrent fermement leur foi dans le Christ.
Saint Hypatios fut suspendu à une colonne et transpercé de griffes de fer, tandis que saint Théodule fut impitoyablement battu à coups de bâtons. Voyant la fermeté des martyrs, on leur coupa la tête avec l'épée.
Saint Léontius fut envoyé en prison après ses tortures. Au matin, il fut amené devant le gouverneur. Hadrien essaya de séduire le saint confesseur par des honneurs et des récompenses, mais en vain, il le livra à la torture : le saint martyr resta suspendu toute la journée à un pilier, la tête en bas, avec une lourde pierre autour du cou, mais rien ne put l'obliger à renier le Christ. Le gouverneur ordonna donc que le martyr soit battu à coups de bâtons jusqu'à ce qu'il meure. Le corps du saint martyr Léontius fut jeté hors de la ville, mais les chrétiens l'enterrèrent honorablement près de Tripoli. La mort des saints martyrs suivit vers 70-79.
L'interrogatoire de saint Léontius, ses souffrances et sa mort ont été consignés sur des plaques d'étain par le scribe (commentarius) Cyrus Notarius qui assistait au procès. Ces plaques furent  placées dans le cercueil du martyr.
Les souffrances des saints martyrs Leontius, Hypatios et Theodulus sont commémorées le 18 juin.

## Liens
ORTOX
Orthodox christianity
- Notices d'autorité :   - VIAF
  - LCCN
  - WorldCat